# Вожгорское сельское поселение
Вожго́рское се́льское поселе́ние или муниципальное образование «Вожгорское» — упразднённое муниципальное образование со статусом сельского поселения в составе Лешуконского муниципального района Архангельской области.
Соответствует административно-территориальной единице в Лешуконском районе — Вожгорскому сельсовету.
Административный центр — Вожгора.

## География
Находится на востоке Лешуконского района. Крупнейшие реки поселения: Мезень, Мезенская Пижма, Шегмас.

## История
Муниципальное образование было образовано в 2006 году.

## Население
| 2010 | 2011 | 2012 | 2013 | 2014 | 2015 |
| ---- | ---- | ---- | ---- | ---- | ---- |
| 904  | ↘895 | ↘836 | ↘779 | ↘726 | ↘705 |
| 2016 | 2017 | 2018 | 2019 | 2020 | 2021 |
| ↘692 | ↘646 | ↘609 | ↘595 | ↘575 | ↘552 |

## Населённые пункты
В состав сельского поселения входят следующие населённые пункты:
| № | Населённый пункт | Тип     | Население |
| - | ---------------- | ------- | --------- |
| 1 | Вожгора          | село    | ↘546      |
| 2 | Зубово           | посёлок | ↘67       |
| 3 | Ларькино         | деревня | ↗13       |
| 4 | Лебское          | деревня | ↘42       |
| 5 | Пустыня          | деревня | ↗31       |
| 6 | Родома           | деревня | ↘120      |
| 7 | Шегмас           | деревня | ↘21       |